# Richard Rush
Richard Rush (Filadélfia, 29 de agosto de 1780 – Filadélfia, 30 de julho de 1859) foi um jurista, diplomata e estadista dos Estados Unidos. Era filho de Benjamin Rush, signatário da Declaração da Independência dos Estados Unidos. Estudou no College of New Jersey (hoje a Universidade de Princeton) aos 14 anos e diplomou-se em 1797. Admitido à barra dos tribunais em 1800, depois dos estudos de direito com William Lewis, um dos líderes da barra de Filadélfia.
Foi sucessivamente o 9.º Procurador-geral dos Estados Unidos de 1814 a 1817; embaixador no Reino Unido de 1817 a 1825; 8.º Secretário do Tesouro dos Estados Unidos de 1825 a 1829, no mandato de John Quincy Adams; candidato à vice-presidência na eleição presidencial de 1828; e embaixador em França de 1847 a 1849.
Casou com Catherine Eliza Murray em 29 de agosto de 1809, e tiveram 10 filhos, mas só cinco lhe sobreviveram. Sempre teve o máximo prestígio como figura de Estado. Sepultado no Cemitério Laurel Hill.

## Publicações
- A residence at the court of London, London : R. Bentley, 1833. OCLC 12497251
- Mr. Rush, Envoyé Extraordinaire & Ministre Plenipotentiaire des États-Unis d'Amérique, Paris? 184-?. OCLC 26156869
- Memoranda of a residence at the court of London comprising incidents official and personal from 1819-1825, including negotiations on the Oregon question, and other unsettled questions between the United States and Great Britain, Philadelphia : Lea & Blanchard, 1845. OCLC 12492949